# Live from New York City
Live from New York City é um DVD lançado pelo rapper Eminem, foi gravado no Madison Square Garden, em Nova York, e registra a apresentação ao vivo do cantor, com os convidados especiais D12, Obie Trice e Stat Quo. Foi lançado em 13 de novembro de 2007.

## Faixas
1. "Backstage Pt. 1"
2. "Evil Deeds"
3. "Mosh"
4. "Business"
5. "Rain Man"
6. "Ass Like That"
7. "Puke"
8. "Kill You"
9. "Like Toy Soldiers"
10. "Git' Up"
11. "How Come"
12. "Rockstar"
13. "40 Oz"
14. "My Band"
15. "Backstage Pt. 2"
16. "Stan"
17. "The Way I Am"
18. "Just Don't Give a Fuck"
19. "Got Some Teeth"
20. "Stay 'Bout It"
21. "The Set-Up"
22. "Like Dat"
23. "Cleanin' Out My Closet"
24. "Mockingbird"
25. "Just Lose It"
26. "Backstage Pt. 3"
27. "Lose Yourself"